# Give Me the Power Back
Give Me the Power Back är en låt av det finländska rockbandet Hay And Stone. Låten kommer från debutalbumet Making Waves som släpptes år 2006. Det var genom Give Me the Power Back som bandet gjorde sitt första riktiga genombrott.

## Musikvideo
Det har spelats in en musikvideo till låten strax innan albumet släpptes.